# Штейн, Шарлотта фон
Шарлотта Альбертина Эрнестина фон Штейн (нем. Charlotte Albertine Ernestine von Stein, урожд. фон Шардт; 25 декабря 1742[…], Эйзенах — 6 января 1827 или 5 января 1827, Веймар, Германский союз) — придворная дама герцогини Анны Амалии Саксен-Веймар-Эйзенахской и близкое доверенное лицо герцогини Луизы Гессен-Дармштадтской, а также близкая подруга Иоганна Вольфганга Гёте, семьи Иоганна Готфрида фон Гердера и Фридриха Шиллера, на чью жизнь и творчество она оказала огромное влияние.
Взаимоотношениям Шарлотты фон Штейн и Гёте посвящена пьеса современного немецкого поэта Петера Хакса «Разговор в семействе Штейн об отсутствующем господине фон Гёте». Пьеса, ставшая в своё время мировым бестселлером, представляет собой монодраму, где все пять актов Шарлотта фон Штейн находится на сцене одна и обращается к публике.

## Биография
Шарлотта Альбертина Эрнестина фон Штейн родилась 25 декабря 1742 года в семье гофмаршала Иоганна Вильгельма Кристиана фон Шардта (1711—1791) и его жены Конкордии Элизабет фон Шардт (1724—1802). У неё была сестра Луиза Франциска София фон Шардт (1750—1803), которая была замужем за художником Карлом фон Имхоффом (1734—1788) и впоследствии стала матерью писательницы Амалии фон Гельвиг (1776—1831). У Шарлотты фон Штейн также был брат Эрнст Карл Константин фон Шардт (1744—1833), который был чиновником и иллюминатом. В то время как её отец был расточительным эксцентричным человеком, о её матери, имевшей шотландских предков, говорили, что она была очень тихой и исполнительной. Её родители переехали в Веймар, когда Шарлотта была ещё маленьким ребёнком и её готовили к работе фрейлины. Её образование включало литературу, искусство, пение и танцы. Говорили, что Шарлотта была ненавязчивой, остроумной, грациозной и исполнительной, как и её мать. Было четыре вещи, на которые она тратила большую часть своего времени:
- Общество (в соответствии с её профессией)
- Принимала лекарства (у неё было слабое телосложение)
- Литература/Театр/Искусство (она была заядлой писательницей и позже опубликовала несколько драм, в том числе «Дидона» и «Рино»)
- Животные (у неё были различные домашние животные, например, кошки, собаки и голуби).

В 1758 году 16-летняя Шарлотта фон Штейн стала фрейлиной Анны Амалии, герцогини Саксен-Веймар-Эйзенахской, которой она служила до её смерти в 1807 году. 17 мая 1764 года Шарлотта вышла замуж за барона Готлоба Эрнста Иосиаса Фридриха фон Штейна (1735—1793), которому она ему родила семерых детей, что числе троих сыновей. Этот брак был не по любви, а из-за социальных и политических интересов. Часто Шарлотта оставалась одна в Веймаре, поскольку её муж много путешествовал на службе у герцога Саксен-Веймарского в Йене. С 1764 по 1773 года у них в семье родилось семеро детей, четыре дочери умерли, три мальчиков: Карл, Эрнст и Фриц выжили. После рождения своего седьмого ребёнка Шарлотта была физически истощена и проходила курс лечения.
В 1786 году глубокая дружба между Шарлоттой и Иоганном Вольфгангом фон Гёте закончилась его внезапным отъездом в Италию, даже не сказав ей, что он хотел поехать туда. Только после 1800 года их отношения начали нормализоваться, и даже тогда они никогда не были такими близкими, как раньше.
После смерти своего мужа в 1793 году удалилась от общества и становилась всё более и более одинокой. В 1794 году она написала драму «Дидона» — литературный автопортрет, в котором также изобразила своё разочарование поведением Гёте. Она отражала период с 1770 по 1790 год и ситуацию в Веймаре в то время. Согласно изображению Вергилия, Дидона (царица Карфагена) была оставлена своим возлюбленным Энеем, который отправился в Италию — очевидная параллель с самой Шарлоттой фон Штейн и Гёте. Шарлотта фон Штейн пережила своего мужа на 34 года и умерла 6 января 1827 года в возрасте 84 лет.

## Семья
В браке Готлоб Эрнст Иосиас Фридрих фон Штейн и Шарлотта фон Штейн имели семерых детей, трое из которых выжили:
- Готлоб Карл Вильгельм Фридрих фон Штейн[нем.] (1765—1837) — камер-юнкер герцогов Мекленбург-Шверинских с 1786 по 1796 год и камергер.
- Готлоб Эрнст фон Штейн[нем.] (1767—1787) — паж при дворе в Веймаре.
- Готлоб Фридрих Константин фон Штейн[нем.] (1772—1844) — камеральный асессор.